# Homotetramer

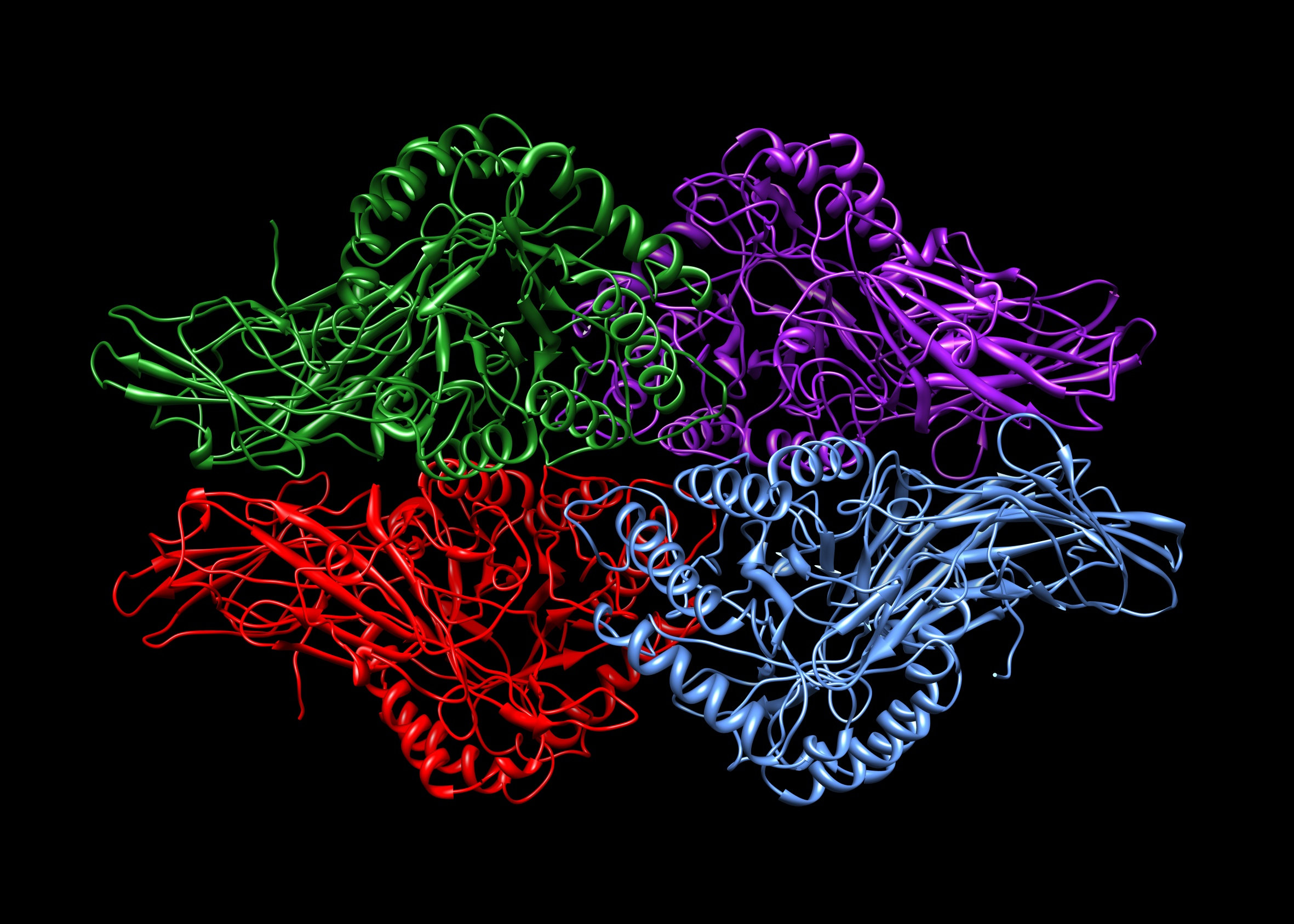
Ein homotetramerer Komplex, β-Glucuronidase (eine Glycosidase). Jede Untereinheit hat dieselbe Aminosäuresequenz.

Ein Homotetramer ist ein Proteinkomplex, der aus vier identischen Protein-Untereinheiten besteht, welche zwar verbunden, allerdings nicht kovalent sind. Ein Heterotetramer ist hingegen ein Proteinkomplex mit vier Untereinheiten, bei dem sich mindestens eine von den anderen Untereinheiten unterscheidet. Beide zählen zu den Tetrameren.
Beispiele für Homotetramere wären Enzyme wie β-Glucuronidase (siehe Bild); Exportfaktoren wie SecB in Escherichia coli und Magnesium-Ionentransporter wie CorA.